# Заветована (Менандар)
Заветована  или Месенијанка (грч. Ἀνατιθεμένη ἢ Μεσσηνία) наслов је једне комедије грчкога песника Менандра, који је деловао у оквиру нове атичке комедије. Фрагмент овога комада сачуван је на папирусу.